# Витесс
«Вите́сс» (нидерл. Stichting Betaald Voetbal Vitesse, МФА: [viˈtɛsə]) — нидерландский футбольный клуб из города Арнем. Был основан 14 мая 1892 года. Является одной из старейших футбольных команд Нидерландов. Домашние матчи команда проводит на стадионе «Гелредом», его вместимость — 25 тысяч зрителей.
В сезоне 2024/25 клуб занял 20-е место в Эрстедивизи — Первом дивизионе Нидерландов, после чего в июле 2025 года был лишён  профессионального  статуса из-за  финансовых проблем. Наивысшим достижением «Витесса» в чемпионате Нидерландов является 3-е место в сезоне 1997/98. Обладатель Кубка Нидерландов 2017 года.
Главный тренер команды — Рюдигер Рем.

## История

### 1892—1922

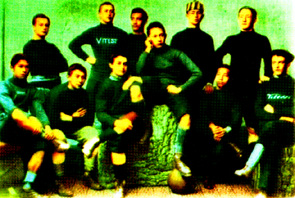
Команда «Витесс» в 1894 году

История футбольного клуба «Витесс» началась 14 мая 1892 года с создания одноимённого крикетного клуба.
Название клуба взято из французского языка и означает «скорость». Лишь несколько месяцев спустя, 10 сентября, было решено создать футбольную команду. Свою первую товарищескую игру клуб сыграл лишь два года спустя. С 1894 года «Витесс» начал принимать участие в чемпионате провинции Гелдерланд, в котором участвовали футбольные команды с востока Нидерландов. В 1895 и 1896 годах «Витесс» побеждал в гелдерландском чемпионате и после этого клуб был повышен в первый футбольный класс востока.

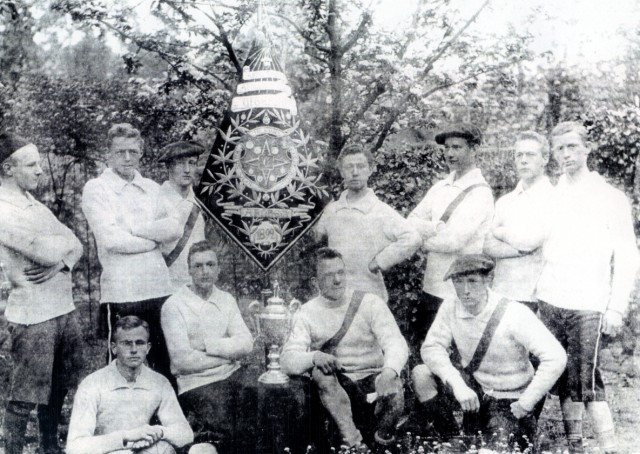
Игроки «Витесса» в 1897 году

Пять раз «Витесс» становился победителем первого класса востока: в 1898, 1899, 1903, 1913, 1914 и 1915 годах. В сезонах 1897/98 и 1898/99 команда была близка к званию чемпионов страны, но в решающих матчах «Витесс» уступал амстердамскому клубу РАП. В этот период за команду выступали два известных игрока, Виллем Хесселинк — первый футболист «Витесса» сыгравший за сборную Нидерландов, а также вратарь Юст Гёбель — серебряный призёр Олимпийских игр. Но серьёзных достижений у клуба в чемпионате не было, команда была середняком первенства. В 1912 году «Витесс» впервые дошёл до финала Кубка Нидерландов, но уступил в нём «Харлему» со счётом 2:0.

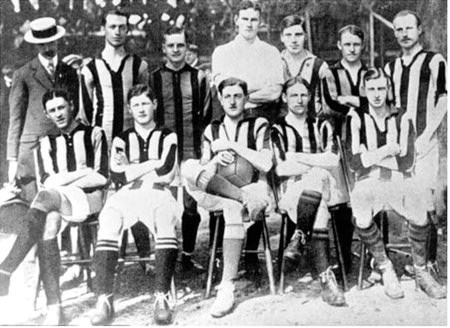
«Витесс» после победы в чемпионате первого класса востока (1913 год)

В сезоне 1913/14 «Витесс» одержал победу в восточной группе и вышел в плей-офф чемпионата Нидерландов, где конкурентами клуба за чемпионский титул были команды «Виллем II» и ХВВ. В первой игре, состоявшейся 3 мая 1914 года, «Витесс» дома обыграл клуб ХВВ со счётом 4:1. В двух последующих матчах команда одержала две победы над «Виллемом II», сначала в гостях, а затем и дома в Арнеме. После трёх из четырёх игр в активе «Витесса» было 6 набранных очков, команда лидировала в турнирной таблице перед решающем матчем с клубом ХВВ из Гааги, который занимал второе место.
На решающий матч сезона, который состоялся 31 мая в Гааге, приехало поддержать свою команду более 2 тысяч болельщиков «Витесса». ХВВ одолел соперника со счётом 2:1, а благодаря разнице забитых и пропущенных голов клуб возглавил турнирную таблицу и стал чемпионом, для клуба из Гааги это был уже десятый титул чемпионов Нидерландов.
В 1914 году клуб возглавил первый иностранный тренер — англичанин Джон Сатклифф. Перед началом Первой мировой войны Футбольный союз Нидерландов решил внести изменения в структуру проведения чемпионата страны. Вместо привычных классов, команды были разделены на две группы — восточную и западную, победители которых определяли сильнейшую команду в Нидерландах. В сезоне 1914/15 «Витесс» легко стал победителем своей восточной группы, а на западе сильнейшей командой стала «Спарта» из Роттердама. После победы в Арнеме со счётом 2:1, «Витесс» крупно уступил «Спарте» в Роттердаме 1:4; победителя чемпионата должен был выявить третий матч. Решающая игра состоялась 6 июня 1915 года в Амстердаме, «Спарта» выиграла со счётом 3:0, а «Витесс» вновь упустил шанс стать чемпионом Нидерландов. После сезона 1914/15 в игре «Витесса» начался спад, команда на протяжении пяти сезонов боролась за выживание в чемпионате. Заняв четвёртое место в сезоне 1920/21, клуб оказался на последнем в сезоне 1921/22 и отправился во второй футбольный класс Нидерландов.

### 1922—1955

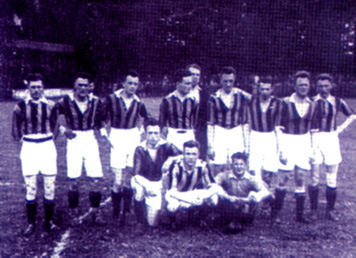
Игроки «Витесса» в 1926 году

После вылета «Витесса» во второй класс, команде хватило одного сезона, чтобы вернуться обратно в первый класс. Одержав победу в своей группе, за путёвку в первый класс команда одержала вверх над победителем другой группы клубом «Ритгерсблек». В том же сезоне командой впервые руководил нидерландский тренер, бывший игрок амстердамского «Аякса» Ян ван Дорт, хотя по ходу сезона на тренерском мостике его временно заменял Брам Эверс, однако с начала сезона 1923/24 ван Дорт вновь был главным тренером.
В 1924 году «Витесс» возглавил английский тренер Боб Джефферсон. Под его руководством команда выступала на протяжении трёх сезонов, занимая в чемпионате 3, 4 и 5 место. В 1927 году команда во второй раз в своей истории дошла до финала Кубка Нидерландов, но в решающей игре «Витесс» со счётом 1:3 уступил клубу ВЮК.

### с 2010
В Лиге Европы 2012/13 команда стартовала с победы над болгарским «Локомотивом». Однако в следующем раунде клуб проиграл российской команде «Анжи».
9 марта 2018 года технический директор нидерландского клуба Марк ван Хинтум подтвердил изданию De Telegraaf, что достигнута принципиальная договорённость с тренером Леонидом Слуцким, который будет представлен команде, как только получит разрешение на работу в Нидерландах. Слуцкий приступит к работе в «Витессе» по окончании сезона 2017/18, он станет первым российским тренером в чемпионате Нидерландов. В клуб Слуцкого пригласил владелец команды — российский предприниматель Александр Чигиринский, также отмечается тесное партнёрство «Витесса» и «Челси». 12 марта 2018 года Слуцкий подписал контракт с клубом. Соглашение вступит в силу летом и рассчитано на два года.
27 мая 2018 года пресс-служба клуба сообщила, что Слуцкий и его помощник Олег Яровинский успешно получили разрешение на работу в Нидерландах. Первую тренировку в «Витессе» Слуцкий провёл 24 июня. 17 августа 2018 года команда (в 4-й год подряд) не смогла преодолеть отборочный этап Лиги Европы, уступив «Базелю» в 3-м квалификационном раунде (0:1, 0:1).
В 2021 году, после того, как клуб победил в полуфинале кубка ВВВ-Венло, «Витесс» вышел в финал Кубка Нидерландов в пятый раз в своей истории, где проиграл «Аяксу» со счётом 2:1. Сезон 2020/21 «Витесс» закончил четвёртым, что позволило клубу квалифицироваться в Лигу конференций УЕФА.
По итогам сезона 2023/24 клуб впервые за 35 лет покинул высший дивизион Нидерландов из-за проблем с финансированием, также клуб был наказали снятием 18 очков за «многократное невыполнение клубом требований лицензионных правил».
10 июля 2025 года независимый лицензионный комитет Футбольного союза Нидерландов принял решение отозвать лицензию у клуба с 11 июля. Клуб подал апелляцию на данное решение, но она была отклонена.

## Стадион
Стадион «Гелредом» расположен в городе Арнем. Был построен в период с 1996 по 1998 год. Строительство стадиона обошлось в 70 миллионов евро. На время проведения футбольных матчей вместимость арены составляет 25000 зрителей. На время проведения концертов стадион способен принять 34000 человек.
«Гелредом» был одним из стадионов, принимавших матчи чемпионата Европы по футболу 2000 года, который совместно проходил в Нидерландах и Бельгии. Кроме этого, на «GelreDome» иногда свои матчи играет сборная Нидерландов.

## Основной состав

### Команда
| №  |                  | Поз. | Имя                          | Год рождения |
| -- | ---------------- | ---- | ---------------------------- | ------------ |
| 2  | Флаг Нидерландов | Защ  | Мес Крекелс                  | 2001         |
| 3  | Флаг Нидерландов | Защ  | Джованни ван Звам            | 2004         |
| 5  | Флаг Нидерландов | Защ  | Джастин Баккер               | 1998         |
| 6  | Флаг Нидерландов | Защ  | Лук Постма                   | 2003         |
| 11 | Флаг Нидерландов | Нап  | Диллон Хогеверф              | 2003         |
| 16 | Флаг Нидерландов | Вр   | Том Брамел                   | 2005         |
| 18 | Флаг Нидерландов | ПЗ   | Джим Коллер                  | 2007         |
| 19 | Флаг Нидерландов | Нап  | Энди Виссер                  | 2004         |
| 20 | Флаг Грузии      | ПЗ   | Ираклий Егоян                | 2004         |
| 22 | Флаг Нидерландов | Защ  | Матс Эгбринг                 | 2006         |
| 25 | Флаг Нидерландов | ПЗ   | Адам Тахауи                  | 2005         |
| 26 | Флаг Нидерландов | ПЗ   | Джованни Бюттнер             | 1998         |
| 28 | Флаг Нидерландов | Защ  | Александер Бюттнер (капитан) | 1989         |
| 29 | Флаг ЮАР         | ПЗ   | Майкл Докунму                | 2006         |

| №  |                        | Поз. | Имя                  | Год рождения |
| -- | ---------------------- | ---- | -------------------- | ------------ |
| 31 | Флаг Нидерландов       | Защ  | Ксиамаро Теню        | 2004         |
| 34 | Флаг Нидерландов       | ПЗ   | Анасс Заррук         | 2006         |
| 35 | Флаг Нидерландов       | ПЗ   | Бас Хёйсман          | 2005         |
| 36 | Флаг Нидерландов       | Нап  | Нино Зонневелд       | 2005         |
| 38 | Флаг Нидерландов       | Защ  | Йорди де Бер         | 2004         |
| 40 | Флаг Нидерландов       | ПЗ   | Матейс Марсалк       | 2005         |
| 41 | Флаг Нидерландов       | ПЗ   | Юссеф Уаллил         | 2007         |
| 43 | Флаг Нидерландов       | Вр   | Джейден Сиккер       | 2005         |
| 55 | Флаг Нидерландов       | Защ  | Маркюс Стеффен       | 2003         |
| 59 | Флаг Кюрасао           | ПЗ   | Найджиро Самбо       | 2004         |
|    | Флаг Республики Косово | Защ  | Валон Зумбери        | 2002         |
|    | Флаг Нидерландов       | Защ  | Хюго Лакруа          | 2006         |
|    | Флаг Германии          | ПЗ   | Рикардо-Фелипе Шварц | 2004         |
|    | Флаг Египта            | ПЗ   | Мустафа Мустафа      | 2004         |

### Тренерский штаб
| Должность        | Имя          |
| ---------------- | ------------ |
| Главный тренер   | Рюдигер Рем  |
| Тренер-ассистент | Никки Кёйпер |
| Тренер-ассистент | Тимм Фарион  |

## Трансферы сезона 2025/26

### Пришли
| Поз. | Игрок                | Прежний клуб                | Стоимость/статус трансфера |
| ---- | -------------------- | --------------------------- | -------------------------- |
| Защ  | Валон Зумбери        | Гамбург                     | Свободный агент            |
| Защ  | Хюго Лакру           | Гоу Эхед Иглз (до 21)       | Свободный агент            |
| ПЗ   | Рикардо-Фелипе Шварц | Вердер II                   | Свободный агент            |
| ПЗ   | Мустафа Мустафа      | Боруссия II (Мёнхенгладбах) | Свободный агент            |
| ПЗ   | Матейс Тилеманс      | Эксельсиор                  | Окончание аренды           |

### Ушли
| Поз. | Игрок                 | Новый/прежний клуб | Стоимость/статус трансфера |
| ---- | --------------------- | ------------------ | -------------------------- |
| Вр   | Сил Милдер            | ТОП Осс            | Свободный агент            |
| Вр   | Сеп ван дер Хейден    |                    | Свободный агент            |
| Вр   | Микки ван Сас         | Фейеноорд          | Окончание аренды           |
| Защ  | Нордин Мусампа        |                    | Свободный агент            |
| Защ  | Роан ван дер Плат     |                    | Свободный агент            |
| ПЗ   | Энцо Корнелиссе       | Алмере Сити        | Свободный агент            |
| ПЗ   | Матейс Тилеманс       | Эксельсиор         |                            |
| ПЗ   | Ангелос Цингарас      | Беневенто          | Свободный агент            |
| Нап  | Гиан де Регт          | Эксельсиор         | Свободный агент            |
| Нап  | Теодосис Махерас      | АЕК B (Афины)      | Окончание аренды           |
| Нап  | Томислав Гудель       | Кроация (Змиявци)  | Свободный агент            |
| Нап  | Симон ван Дёйвенбоден | Кейптаун Сити      | Свободный агент            |

## Достижения
- Обладатель Кубка Нидерландов : 2017.
- Финалист Кубка Нидерландов (4): 1912, 1927, 1990, 2021
- Финалист Суперкубка Нидерландов: 2017
- Победитель Первого дивизиона Нидерландов (2) : 1976/77, 1988/89
- Победитель чемпионата провинции Гелдерланд (2) : 1894/95, 1895/96.
- Победитель первого класса востока Нидерландов (7) : 1896/97, 1898/98, 1902/03, 1912/13, 1913/14, 1914/15, 1952/53.
- Победитель второго класса востока Нидерландов (7) : 1922/23, 1940/41, 1943/44, 1945/46, 1949/50.
- Победитель Второго дивизиона Нидерландов (2) : 1965/66

## Бывшие игроки
Футболисты «Витесса» выступавшие за сборную Нидерландов:
| - Юст Гёбель - Марк ван Хинтюм - Виктор Сикора - Шак Албертс - Пьер ван Хойдонк - Эдвард Стюринг - Вим Хендрикс - Ферди Вирклау | - Джон ван ден Бром - Тео Янссен - Ханс Гиллхаус - Мартин Ламерс - Рой Макай - Патрик ван Анхолт - Гленн Хердер - Виллем Хесселинк | - Геррит Хорстен - Барт Латюхерю - Ян де Натрис - Сандер Вестерфельд - Мартейн Рёсер - Пит Велтхёйзен - Дави Прёппер - Марко ван Гинкел |